# Dirphya pascoei
Dirphya pascoei är en skalbaggsart som först beskrevs av Thomson 1858.  Dirphya pascoei ingår i släktet Dirphya och familjen långhorningar.
Artens utbredningsområde är:
- Gabon.
- Ghana.
- Liberia.
- Sierra Leone.

Inga underarter finns listade i Catalogue of Life.